# Zona Protegida de Tivives

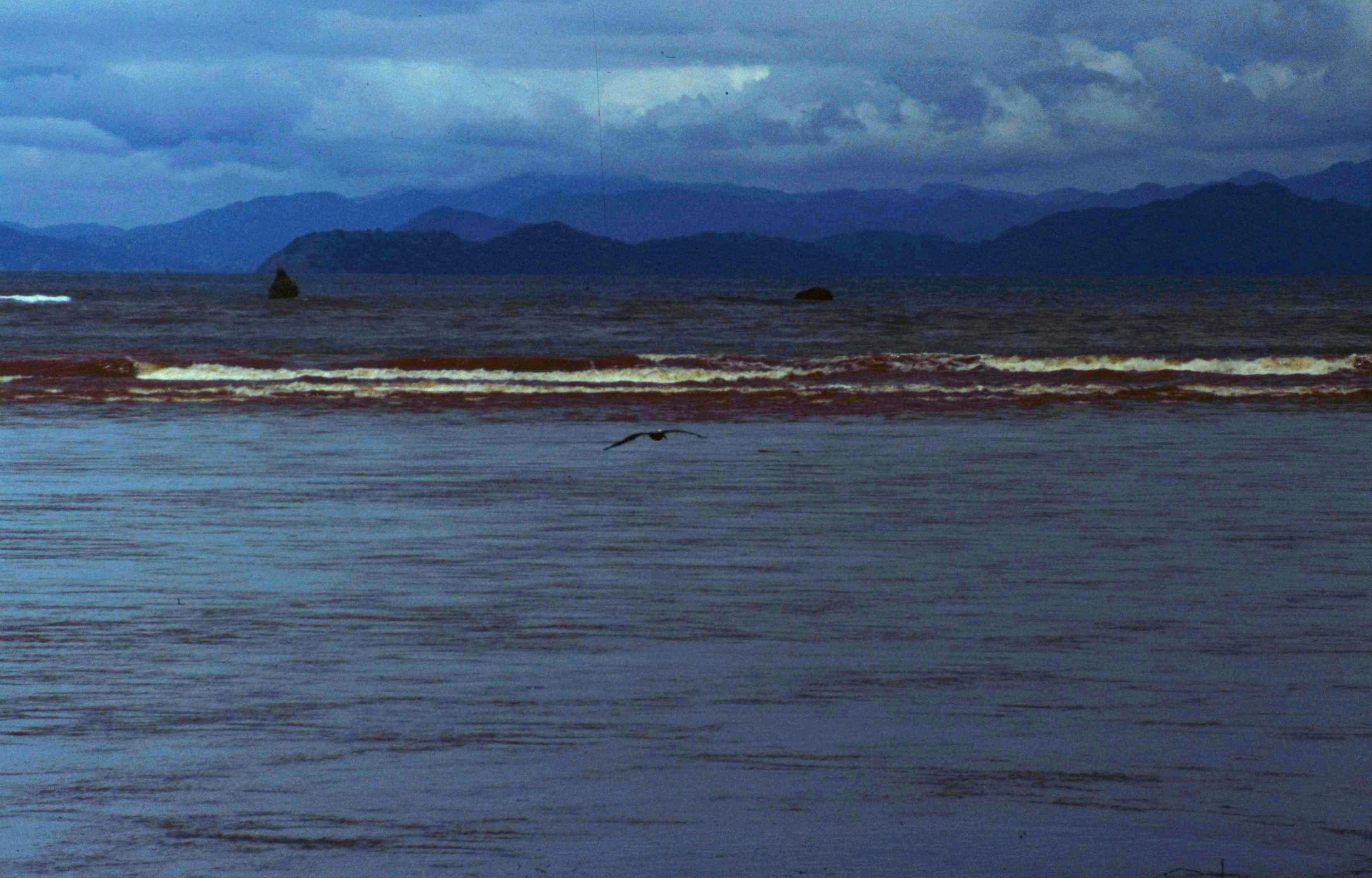
Costa Rica Tivives Pacífico

A Zona Protegida de Tivives (em castelhano:  Zona Protectora Tivives), é uma área protegida na Costa Rica, administrada sob a Área de Conservação do Pacífico Central, criada em 1986 pelo decreto 17023-MAG.